# Pachycondyla sandakana
Pachycondyla sandakana är en myrart som först beskrevs av Wheeler 1919.  Pachycondyla sandakana ingår i släktet Pachycondyla och familjen myror. Inga underarter finns listade i Catalogue of Life.